# Osservatorio astronomico Galileo Galilei
L'osservatorio astronomico Galileo Galiei di Suno è un osservatorio italiano situato in località Motto Zufolone, frazione del comune novarese di Suno. Il suo codice MPC è 147 Osservatorio Astronomico di Suno.
È stato realizzato dall'APAN (Associazione provinciale astrofili novaresi) ed è entrato in funzione nel 1985. Si compone di una specola sormontata da una cupola emisferica dal diametro di 4,5 m e da una sala per conferenze. Il telescopio principale è un riflettore newtoniano con apertura di 400 mm, lunghezza focale di 2200mm e montatura equatoriale a forcella. Il telescopio secondario, utilizzato per la guida, è un riflettore di 200 mm. Il cercatore è un rifrattore con apertura di 120mm.
L'osservatorio svolge anche attività divulgativa.
| 181661 Alessandro     | 29 dicembre 2007 |
| 349407 Stefaniafoglia | 29 dicembre 2007 |